# Glen Park
Glen Park es una villa situada en el condado de Jefferson, en el estado de Nueva York, Estados Unidos. Tiene una población estimada, a mediados de 2023, de 445 habitantes.

## Geografía
La localidad está ubicada en las coordenadas 44°00′11″N 75°57′30″O / 44.00306, -75.95833 (44.00307, -75.958398).

## Demografía
Según la estimación 2018-2022 de la Oficina del Censo, los ingresos medios de los hogares de la localidad son de $35,000 y los ingresos medios de las familias son de $74,375. Alrededor del 40.7% de la población está por debajo de la línea de pobreza.